# Sveriges hjärtstartarregister
Sveriges hjärtstartarregister är en ideellt driven registreringsplats för hjärtstartare.
Nya hjärtstartare registreras oftast med hjälp av information i leveransen, men de som utplacerats före registrets tillkomst var lite sämre representerade tills några uppmärksammade radioinslag frammanade ett avsevärt tillskott. Fortfarande saknas många av Sveriges hjärtstartare i registret trots nationella rekommendationer om att alla hjärtstartare i samhället ska vara registrerade. Sedan slutet av 2019 har svenska sos alarm som standard att kolla var närmaste hjärtstartare finns registrerad i händelse av en inringning av ett misstänkt hjärtstopp.    

## Bakgrund
Det finns ingen registreringsplikt för hjärtstartare, men efter att privat finansierad utplacering av sådana fått ett relativt stort genomslag, samtidigt som räddningstjänster och larmoperatörer fått tillgång till SMS-tjänster, så har möjligheten till en organiserad insats av ideella livräddare skapat ett behov av ett så allomfattande register som möjligt.
I årsrapporten från det Svenska Hjärt-Lungräddningsregistret 2018 är den nationella överlevnaden 11,4 % för samtliga hjärtrytmer och 638 liv räddades utanför sjukhus.
Registret initierades år 2009 genom ett samarbete mellan Sveriges Civilförsvarsförbund och Svenska rådet för hjärt-lungräddning.